# Mădălina-Gabriela Cașu
Mădălina-Gabriela Cașu (18 de noviembre de 1998) es una deportista rumana que compite en remo.
Ganó dos medallas en el Campeonato Europeo de Remo, en los años 2018 y 2019.

## Palmarés internacional
| Campeonato Europeo | Campeonato Europeo    | Campeonato Europeo | Campeonato Europeo |
| Año                | Lugar                 | Medalla            | Prueba             |
| ------------------ | --------------------- | ------------------ | ------------------ |
| 2018               | Glasgow (Reino Unido) | Medalla de plata   | Cuatro sin timonel |
| 2019               | Lucerna (Suiza)       | Medalla de oro     | Ocho con timonel   |